# Bamahenge

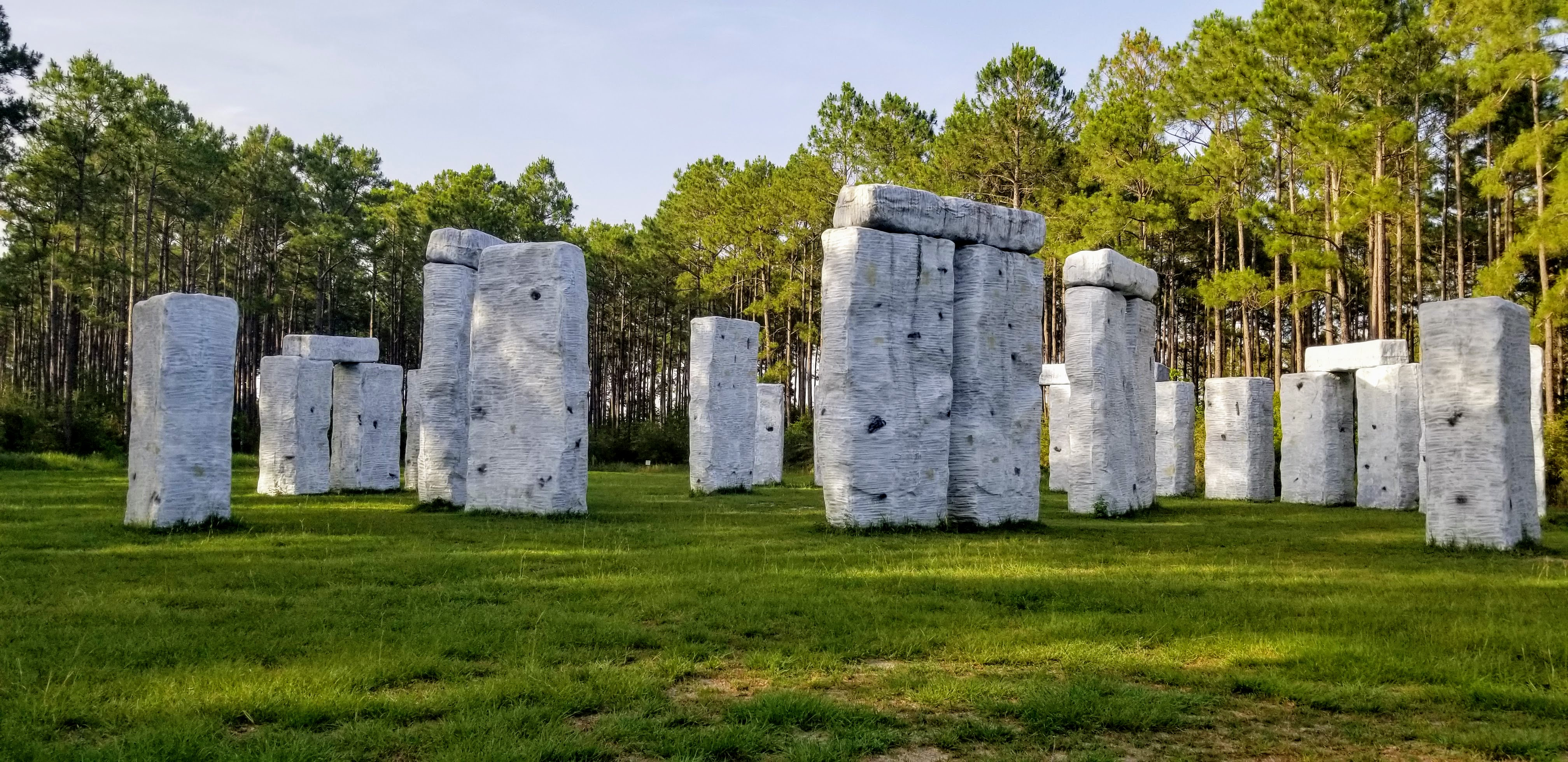
Bamahenge.

Bamahenge es una réplica de fibra de vidrio a gran escala del Stonehenge de Inglaterra ubicado en los terrenos de Barber Marina cerca de Josephine, Alabama. Fue diseñado y construido por el artista Mark Cline, a pedido del propietario de la marina, George W. Barber.

## Historia
La idea de una réplica de Stonehenge en Alabama se originó con el magnate multimillonario de los lácteos George W. Barber. En 1991, Barber había encargado al artista de Virginia, Mark Cline que diseñara e instalara siete dinosaurios de tamaño natural como "adornos para el césped" en una de sus propiedades. Mientras Cline reparaba en el lugar los daños causados por el huracán en las esculturas en 2006, Barber, tal vez consciente de la reciente instalación de la réplica del Stonehenge llamada Foamhenge en Virginia, le pidió que construyera una réplica de Stonehenge a tamaño real en su Museo Vintage Motorsports en las afueras de Birmingham, Alabama. Para cuando Cline pudo comenzar a trabajar en el proyecto en 2012, Barber había reubicado a cuatro de los dinosaurios en los terrenos de Barber Marina y decidió instalar la réplica de Stonehenge en los terrenos del puerto deportivo, en el bosque al norte de los dinosaurios.
El nombre Fiberhenge se consideró brevemente para el trabajo, pero Cline decidió que "no tenía el anillo" que quería y en su lugar nombró la instalación Bamahenge.

## Estructura
Bamahenge es una réplica a gran escala del Stonehenge, que mide 21 pies (6,4 m) de altura y 104 pies (31,7 m) de ancho. Al igual que Stonehenge, la instalación está orientada de modo que el sol salga sobre el centro de tres dinteles en los marcadores exteriores en el solsticio de verano. Sin embargo, Bamahenge no es una réplica exacta: el monumento está construido con solo cuatro formas diferentes de "piedras" de fibra de vidrio, orientadas de diferentes maneras. Las piezas se diseñaron para que las más pequeñas pudieran anidar dentro de las más grandes para su transporte desde el estudio de Cline en Virginia hasta la costa de Alabama, que requirió cuatro cargas de camión con remolque de plataforma.
Ubicado a solo a 4 millas (6,4 km) del Golfo de México, Bamahenge se encuentra en una zona activa de tormentas tropicales y huracanes. Para proteger el trabajo de los fuertes vientos, cada "piedra" está anclada por un poste de madera que se extiende 8 pies (2,4 m) hasta la "piedra" y una distancia similar bajo tierra. La parte inferior de la "piedra" y un pozo debajo, que rodea el poste, están llenos de hormigón.

## Acceso
Bamahenge se encuentra a 200 yardas (182,9 m) al oeste de la carretera de acceso a Barber Marina. Una pequeña zona de aparcamiento se encuentra al principio del camino hacia el monumento.
Si bien se encuentra más cerca de la comunidad no incorporada de Josephine en el condado de Baldwin, Alabama, Bamahenge se asocia más a menudo con la ciudad cercana más grande de Elberta, Alabama.